# Адам Воланін
А́дам Вола́нін (пол. Adam Wolanin, нар. 13 листопада 1919, Львів — пом. 26 жовтня 1987, Парк-Рідж, Іллінойс) — американський футболіст польського походження, нападник.

## Клубна кар'єра
У дорослому футболі дебютував 1935 року виступами за «Погонь» (Львів), в якій виступав до початку Другої світової війни.
Після приєднання Львова до СРСР, став виступати за «Спартак» (Москва), проте не став основним гравцем команди.
Під час радянсько-німецької війни втік на захід, де намагався заграти в англійському «Блекпулі», після чого переїхав за океан до Чикаго, де грав за «Чикаго Марунз», «Іглз» та «Чикаго Фелконз».

## Виступи за збірну
1950 року був включений до складу національної збірної США на чемпіонат світу 1950 року в Бразилії, де й дебютував за збірну в першому ж матчі турніру. Щоправда, збірна США програла і в наступних двох матчах Воланін на полі не з'являвся. Після мундіалю до складу збірної більше не викликався, але 1976 року, разом з іншими учасниками збірної на чемпіонаті був введений в Зал слави американського соккеру.
Помер 26 жовтня 1987 року на 68-му році життя у Парк-Ріджі, передмісті Чикаго, штат Іллінойс.